# Choqueren
Choqueren is het doelbewust onverwachts provoceren van heftige (innerlijke) reacties bij een ander. Dit kan men op verschillende manieren bewerkstelligen: door een zeer venijnige persoonlijke aanval, door de ander met schokkende of kwetsende beelden te confronteren, door iets te doen of na te laten dat anderen kan schokken of kwetsen, of door publicatie van bepaald materiaal. Dikwijls wordt de door het Engels beïnvloede spelling shockeren gebruikt, wat aanvaard is, hoewel het Nederlandse woord is afgeleid van het Franse choquer. In het Engels spreekt men ook wel van shock value (choqueringswaarde). Wanneer er sprake is van choqueren wordt altijd een bepaalde maatschappelijke grens overschreden.
In wezen berust choqueren op twee elementen: grensoverschrijding en het verrassingseffect.
Wat als choquerend wordt ervaren is voor eenieder weer anders daar bij iedereen deze grenzen weer anders liggen. Voor een gelovig persoon zal vloeken choquerend kunnen zijn, voor een atheïst zal dit minder snel het geval hoeven te zijn. Wanneer iemand de Hitlergroet op straat brengt zal men in Centraal-Afrika daar niet koud of warm van worden. Probeert men dit in Europa, dan zal er vrij snel iemand aanstoot aan nemen. Het gebruik van kanker in een verwensing zal de een niet deren, maar zal voor iemand die een dierbare aan kanker heeft verloren of de ziekte zelf heeft mogelijk uiterst kwetsend zijn.

## Motieven
Motieven voor choquerend gedrag zijn velerlei. Het willen beschadigen, beledigen of kwetsen van een ander persoon of van de maatschappij als geheel kan een reden zijn. Sommigen willen de mensen aan het denken zetten of een bepaald punt kenbaar maken, en menen dat de boodschap slechts overkomt als de mensen 'wakker worden geschud'. Persoonlijk plezier of leedvermaak kan eveneens een reden zijn. En sommige komieken verdienen hun brood met het vertellen van anekdotes die (door sommigen) als choquerend worden gezien.

## Reacties
Zoals het woord al aangeeft zijn de meeste mensen die worden gechoqueerd aanvankelijk sprakeloos, alsof ze ineens onder elektrische stroom staan. Walging of afkeuring is eveneens een veelvoorkomende eerste reactie. Soms barst men zelfs in huilen uit. Wanneer de choquering mild of positief van aard is (bijvoorbeeld een grap, mop of hoax) kan de gechoqueerde echter reageren met een lachbui, of het sportief opvatten. 
Voor de dader blijft een choqueringsactie meestal niet zonder gevolgen, tenzij de actie anoniem is geschied (bijvoorbeeld via internet). Zelfs bij grappig bedoelde provocaties is het niet te voorspellen hoe mensen zullen reageren.
Vaak komt de dader in een sociaal isolement terecht of lijdt hij gezichtsverlies, omdat men vindt dat hij 'te ver is gegaan'. Wanneer de actie heeft geleid tot schade of gezien kan worden als onrechtmatig gedrag kan het zelfs tot civiele- en strafvervolging leiden. Voorbeelden waarbij choquerend gedrag tot juridische procedures kan leiden zijn bijvoorbeeld het sturen van nep-poederbrieven, of het in Duitsland of Oostenrijk afbeelden van nazipropagande (wat daar immers ook strafbaar is).

## Voorbeelden

### Zwarte humor
Zwarte humor wordt gekenmerkt door cynisme en leedvermaak. Dit kan voor mensen choquerend zijn, zowel in positieve als negatieve zin.

### South Park
South Park is een tekenfilmserie die bekendstaat als choquerend. De humor is overigens in de loop der tijd verfijnder geworden. De eerste afleveringen bevatten veelal grove humor, zoals gevloek, seksuele toespelingen, poep- en piesverhalen en de bloederige overlijdens van Kenny. In latere afleveringen was de humor verfijnder, deden verwijzingen hun intrede, en werden maatschappelijke thema's aangesneden.

### Rob Muntz in Wenen
Na de verkiezingsoverwinning van Jörg Haider paradeerde de presentator Rob Muntz in het programma Waskracht in Hitlerkostuum door Wenen. Hij riep daarbij leuzen als "Sieg Haider", deelde ballonnetjes uit die hij vulde met helium uit een gasfles met opschrift "Zyklon B", en viel mensen lastig waaronder een aantal orthodoxe joden. Dit werd zowel door de getuigen ter plekke in Wenen als door de kijkers in Nederland als choquerend ervaren, en algehele afkeuring was het gevolg.

### Shocksites
De komst van het internet heeft het makkelijker gemaakt choquerend beeldmateriaal te publiceren. De belangstelling hiervoor heeft geleid tot de komst van shocksites: websites die zijn opgezet voor de publicatie van choquerend materiaal. Voorbeelden zijn de sites rotten.com, ogrish.com en 2 Girls 1 Cup. Het aldaar gepubliceerde materiaal is meestal pornografisch en/of extreem gewelddadig. Vaak zijn de filmpjes of foto's nep, en speciaal gefabriceerd voor hun choqueringseffect. Nog recenter is de opkomst van de zogenaamde reactiefilmpjes, waarin met webcam de reacties op choquerend materiaal wordt gefilmd. Bij bepaald (pornografisch) materiaal zou men zich sowieso kunnen afvragen of het de makers of het publiek niet om het choqueringseffect te doen is. Andere voorbeelden zijn de 'onthoofdingsfilmpjes' die op het internet circuleren.

### Overheidsvoorlichting
Sinds de komst van de televisie gebruiken overheden en bepaalde ideële organisaties dit medium om het publiek voor te lichten. Vaak betreft het informatie over bepaalde (administratieve) zaken ('eerst even naar de Kamer van Koophandel', alarmnummer 112, wat te doen bij ongewenste zwangerschap etc.) maar vaak betreft het ook waarschuwingen tegen (op jonge leeftijd) roken, drinken, onveilig vrijen of verkeersveiligheid. Vaak zijn deze waarschuwingen ludiek, maar soms wordt overgegaan op choquerender campagnes om beter tot het publiek door te dringen, met name betreffende veiligheid (verkeer, vuurwerk). Schokkende beelden zoals auto-ongelukken en verwijzingen naar omgekomen kinderen worden hierbij niet geschuwd.

### Reportage over de afscheiding van Vlaanderen
De Waalse omroep RTBF kondigde in de avond van 13 december 2006 aan dat Vlaanderen zich van België had afgescheiden. De koning zou zijn gevlucht en Brusselse trams stuitten bij de grens met Vlaanderen op een hek. De lokale politie krijgt instructies om de taalgrens te bewaken, en in Antwerpen vierden de mensen zogezegd feest. Alhoewel de RTBF na een half uur aangaf dat het "une fiction" was, veroorzaakte de hoax veel opschudding, en gaven verschillende kopstukken blijk van hun afkeuring, niet in de laatste plaats wegens verlies van geloofwaardigheid van de journalistiek.